# アンス
アンス（仏:Ans、ワロン語:Anse）は、ベルギーのリエージュ州の基礎自治体。
リエージュに隣接し、かつては石炭産業で有名であった。13世紀から炭田が開発されるようになり、最盛期には4つの炭田があった。現在は工業、商業、田園、住宅都市という多様な側面を持っている。毎年4月に行われる自転車プロロードレースのリエージュ〜バストーニュ〜リエージュの終着点である。
アンスはリエージュ、セラン、エルスタル、サン＝ニコラ、フレマールと共にリエージュ都市圏（人口約48万人）を形成している。
1999年から、フランスのドルドーニュ県の6つのコミューンと共に、"Pays d'Ans”という姉妹都市連合を結成している。6つはいずれも、語尾に"d'Ans"がつくBadefols-d'Ans、La Boissière-d'Ans、Chourgnac d'Ans、Granges-d'Ans、Sainte-Eulalie-d'Ans、Saint-Pantaly-d'Ansというコミューンである。2つの地域は共通の歴史を持っており、14世紀にペリゴール地方（現在のドルドーニュ県）の領主が、アンスの領主の娘と結婚したことにより、現在でもドルドーニュ県のいくつかの村には"d'Ans"という名前が残っている。

## 地区
- Alleur
- Xhendremael
- Loncin